# Baštra
Baštra falu Bosznia-Hercegovinában, a Bosznia-hercegovinai Föderáció Una-Szanai kantonjában, Bosanska Krupa községben.

## Fekvése
Bosznia-Hercegovina északnyugati részén, Bihácstól légvonalban 29, közúton 52 km-re északkeletre, Bosanska Krupa központjától légvonalban 13, közúton 18 km-re északra levő dombos, erdős területen, a Baštra-patak völgyében, a Bosanska Krupáról Bužimra menő főút mentén hosszan elnyúlva fekszik.

## Népessége
| Nemzetiségi csoport | Népesség 1991 | Népesség 2013 |
| ------------------- | ------------- | ------------- |
| Szerb               | 66            | 4             |
| Bosnyák             | 120           | 198           |
| Horvát              | 0             | 0             |
| Jugoszláv           | 0             | 0             |
| Egyéb               | 0             | 2             |
| Összesen            | 186           | 204           |

## Története
A régészeti leletek tanúsága szerint Baštra területe már a középkorban is lakott volt. Az itt talált legősibb leletek két vaskopja és két fecskefarok alakú vas nyílhegy voltak, amelyeket a szakemberek a 9 - 10. századra kelteztek. A Karanovo és a Baštra-patakok összefolyása feletti magaslaton található a falu középkori templomának és temetőjének a maradványa. A templomnak mára csak az alapfalai maradtak.
A baštrai muszlim gyülekezet részére a mecset építésére szolgáló földterületet, még Bosznia-Hercegovina elleni szerb támadás előtt, Arif Ćehić adományozta. Az építkezés 1989-ben kezdődött, de a háború miatt a munkákat fel kellett függeszteni. Mivel a mecset a frontvonalon, vagyis az ellenséges szerb-csetnik vonalak közelében volt a szerb támadások miatt súlyos károk érték. Minden ablak betörött és a gránátok is károkat okoztak benne. Az egyik rajtaütés során a csetnikek felszedték a mecsetben lévő szőnyegeket és a mihrabot, és a mecset közepén felgyújtották őket, azzal a szándékkal, hogy a tűz az egész épületet elpusztítsa. A háborút követően az építés 2002. december 31-ig tartott évben, amikor az épület átvette a mecset funkcióját, és gyülekezeti helyként szolgált. Ezt követően kezdődött meg a minaret és az imám lakásának építése. A mecset hivatalos megnyitója 2014. augusztus 9-én, szombaton volt.

## Oktatás
A település általános iskoláját 1989-ben alapították. Ma a Bosanska Otoka-i Általános Iskola területi iskolájaként működik.

## Nevezetességei
- Középkori templomának alapfalai a Karanovo és a Baštra-patakok összefolyásánál.

- A falu mecsete 1990 és 2014 között épült.